# Lepanthes mammillata
Lepanthes mammillata är en orkidéart som beskrevs av Carlyle August Luer. Lepanthes mammillata ingår i släktet Lepanthes och familjen orkidéer. Inga underarter finns listade i Catalogue of Life.